# I Don't Want to Be Your Friend
I Don't Want to Be Your Friend (Yo no quiero ser tu amigo en Español) es una canción de Cyndi Lauper para su álbum A Night to Remember y escrita por la famosa escritora Diane Warren. La canción es una canción de Rock pop y R&B. La canción se pensó para ser lanzado como sencillo luego de I Drove All Night; pero fue rechazado y en su lugar fue lanzado My First Night Without You.

## Versión deNina Girado
En 2005 fue producida una versión por Neil C. Gregorio como un Bonus Track para el tercer álbum de Nina Girado, Nina Live!. Fue lanzado inicialmente en el último trimestre de 2004 en Perú como una promoción de su álbum Diane Warren Presents Love Songs. Se grabó un video musical que la muestra en diferentes trajes, a menudo en la playa, y en varias escenas románticas con un hombre.
- Datos: Q11682788